# Hermann Rauff
Carl Friedrich Hermann Rauff (* 26. Dezember 1853 in Berlin; † 22. Juni 1942 ebenda) war ein deutscher Geologe und Paläontologe.
Rauff studierte ab 1873 an der Bergakademie Berlin und der Universität Berlin und ab 1876 in Bonn, wo er 1878 promoviert wurde (Über die chemische Zusammensetzung des Nephelins, Cancrinits und Mikrosommits). Ab 1879 war er Chemiker in der Hütte der Concordia bei Bendorf, 1880 bei der Friedrich Krupp AG in Neuwied als Betriebsassistent und 1882 Betriebsführer in den Eisenwerken von Dillingen/Saar. 1889 habilitierte er sich in Bonn in Geologie und Paläontologie, war dort ab 1896 Titularprofessor und 1904 bis 1922 ordentlicher Professor an der TH Berlin und der Bergakademie Berlin. Er war Geheimer Rat. 1877 wurde er Mitglied der Deutschen Geologischen Gesellschaft. Im August 1912 gehört er zu den 34 Gründungsmitgliedern der Paläontologischen Gesellschaft.
Seine Tochter Lotte war mit dem Historiker Karl Hampe verheiratet.

## Schriften
- mit Ernst Heinrich von Dechen: Geologische und mineralogische Literatur der Rheinprovinz und der Provinz Westfalen sowie einiger angrenzender Gegenden, 1887
- Untersuchungen über die Organisation und systematische Stellung der Receptaculitiden, 1892
- Palaeospongiologie, 2 Bände, 1893, 1895
- Beitrag über die Spongien. In: Paul Assmann: Revision der Fauna der Wirbellosen der oberschlesischen Trias, 1937